# Kliše
Kliše ili klišej jest izraz, misao ili dio umjetničkog djela koji se previše rabio, pa je izgubio izvorno značenje ili dojam, pa je čak počeo i dosađivati ili živcirati, pogotovo ako se nekada smatrao značajnim ili originalnim.
Izraz kliše danas se često upotrebljava za misli ili postupke koji su očekivani ili predvidljivi. Kliše se obično omalovažava, premda može biti i istinit. Neki su klišeji stereotipi, dok su neki jednostavno činjenice. Često se rabe radi komičnog efekta, pogotovo u književnosti.
Salvador Dalí nije imao milosti prema klišeju: Prvi čovjek koji je usporedio djevojčine obraze s ružom bio je očito pjesnik, a prvi koji je to ponovio bio je vjerojatno idiot. Međutim, ni on pritom nije bio originalan, jer je zapravo parafrazirao Gérarda de Nervala: Prvi čovjek koji je usporedio ženu s ružom bio je pjesnik, a drugi je bio imbecil.
Kliše često oslikava neku apstrakciju oslanjajući se na analogiju ili pretjerivanje radi dojma, a često se temelji na svakidašnjici. Upotreba klišeja u pisanju, govoru ili raspravi općenito se smatra znakom neiskustva ili manjka originalnosti.

## Etimologija
Riječ kliše podrijetlo vuče od francuskog cliché. U tiskarstvu je cliché bio tiskarska ploča sastavljena od tiskarskih slova. To se zove i stereotipija. Naime, kad su se slova slagala jedno po jedno, isplatilo se izliti u olovu rečenice i fraze koje su se često koristile.